# 三級鉄道
三級鉄道（Class III railroad）とは、アメリカ合衆国における鉄道会社を規模別に三つに分けたときに最も規模の小さな鉄道をいう。

## 現行の基準
三級鉄道の基準はアメリカ陸上運輸委員会（Surface Transportation Board、STB）により定められており、1991年の基準では営業収益が年2,000万ドル未満の鉄道である。ただし、入換専業鉄道は営業収益が基準以上であっても三級鉄道と定義される。
数カ所の町や産業を結ぶショート・ラインは典型的な三級鉄道である。三級鉄道の多くは、かつては大規模な鉄道の支線が切り離されたものであったり、幹線の一部が廃止されて移譲されたものである。